# Chiesa dei Santi Stefano e Rocco
La chiesa dei Santi Stefano e Rocco è la parrocchiale di Divignano, in provincia e diocesi di Novara; fa parte dell'unità pastorale di Oleggio.

## Storia
La prima citazione di una chiesa a Divignano, sorta in epoca paleocristiana e dedicata a santo Stefano, risale al 1347; questo edificio si componeva di una sola navata ed era dotato di un campaniletto.
Verso la fine del Quattrocento in paese venne costruita anche una cappella, intitolata a San Rocco e ubicata presso il castello; nel 1595 risultava svolgere le funzioni di parrocchiale, visto che per i divignanesi era più comoda da raggiungere.
Nel 1650 questa struttura venne interessata da un intervento di ampliamento, per poi essere consacrata nel 1660; in quell'occasione fu aggiunta anche la dedicazione a Santo Stefano, in ricordo della primitiva chiesa.
Ai primi del Novecento, la chiesa seicentesca non era più sufficiente a soddisfare le esigenze dei fedeli e, così, si decise di realizzarne una di maggiori dimensioni; nel 1906, alla morte di don Giovanni Battista Tosi, i suoi beni passarono alla parrocchia, in modo da dotarla dei fondi sufficienti per il progetto.

I lavori iniziarono nel 1913 e furono portati a termine l'anno successivo; la vecchia chiesa venne demolita nel 1955.

## Descrizione

### Esterno
La facciata a salienti della chiesa, rivolta a ponente e tripartita da paraste, presenta al centro il portale maggiore, protetto dal protiro caratterizzato da un arco a tutto sesto sorretto da colonne binate, e una trifora, mentre nelle due ali laterali si aprono delle bifore; sotto le linee di gronda vi sono degli archetti pensili.
Annesso alla parrocchiale è il campanile a base quadrata, suddiviso in più registri da cornici caratterizzate da archetti pensili; la cella presenta una trifora per lato ed è coperta dal tetto a quattro falde.

### Interno
L'interno dell'edificio è suddiviso da pilastri sorreggenti archi a tutto sesto in tre navate, di cui la centrale voltata a cassettoni e le laterali coperte dalle capriate; al termine dell'aula si sviluppa il presbiterio, a sua volta chiuso dall'abside di forma semicircolare.